# Emperador de Jade
L'Emperador de Jade (xinès: 玉帝, pinyin: Yù Dì) o August de Jade (玉皇, Yù Huáng) és el governant del cel segons la mitologia xinesa i un dels més importants déus del panteó daoista. També és conegut per altres noms més cerimoniosos, que es podrien traduir com a Emperador August de Jade (玉皇上帝, Yù Huáng Shàngdì) o Gran Emperador August de Jade (玉皇大帝, Yù Huáng Dàdì). Els nens l'anomenen Avi Celestial (天公, Tiān Gōng).
L'Emperador de Jade governa sobre el cel i la terra de la mateixa manera que els emperadors terrenals van governar un dia sobre Xina. Ell i la seva cort són part de la burocràcia celestial que, a imitació de l'antiga Xina, governa sobre tots els aspectes de la vida humana.
En la teologia taoista és l'assistent de Yuanshi Tianzun, que és un dels Tres Purs, les tres emanacions primordials del Tao. No obstant això, uns quants taoistes de la història eren escèptics de la seva benevolència perquè els seus edificis i infraestructures al cel i a la terra de vegades eren vists com interferint amb les moltes lleis naturals o Tao.
Sovint s'identifica amb Śakra en la cosmologia budista xinesa i amb Yu el Gran en la mitologia xinesa.
L'Emperador de Jade és conegut per molts noms, incloent Yu, Avi Celestial (天公, Tiāngōng), que originalment significava "Duc celestial", que és utilitzat pels plebeus; el Senyor de Jade; el Alt Emperador; Gran emperador de Jade (玉皇上帝, Yu Huang Shangdi o玉皇大帝, Yu Huang Dadi).

## Mitologia xinesa
Hi ha moltes històries a la mitologia xinesa que involucren l'emperador de jade.
També pot ser considerat com una figura tradicional de la societat secreta del Lotus Blanc.

### Origen
Es deia que l'Emperador Jade era originalment el príncep hereu del regne de la Felicitat Pura i les Llums i Adorns Celestials Majestuosos. En néixer, va emetre una llum meravellosa que va omplir tot el regne. Quan era jove, era amable, intel·ligent i savi. Va dedicar tota la seva infantesa a ajudar els necessitats (pobres i soferts, solters, famolencs i discapacitats). A més, va mostrar respecte i benevolència tant als homes com a les criatures. Després de la mort del seu pare, va pujar al tron. Es va assegurar que tothom al seu regne trobés pau i satisfacció. Després d'això, va dir als seus ministres que volia conrear el Tao al penya-segat brillant i fragant.
Després de 1.750 eons, cada eó va durar 129.600 anys (3602 anys), va assolir la immortalitat daurada. Després d'altres cent milions d'anys de cultiu, finalment es va convertir en l'Emperador de Jade. (Usant les xifres donades, aquest període abans de convertir-se en l'emperador de Jade va durar un total d'uns 327 milions d'anys.)

### Vèncer el mal
Un dels mites descriu com l'emperador de jade es va convertir en el monarca de totes les divinitats del cel. És un dels pocs mites en què l'Emperador de Jade mostra realment el seu poder.
Al principi dels temps, la terra era un lloc molt difícil de viure, molt més dur que ara. La gent havia de tractar amb una varietat d'éssers monstruosos, i no tenien molts déus per protegir-los; a més, molts dimonis poderosos desafiaven els immortals del cel. L'Emperador de Jade era un immortal normal que va recórrer la terra ajudant a tantes persones com podia. Estava trist perquè els seus poders només podien alleujar el patiment dels humans. Es va retirar a una cova de muntanya per conrear el seu Tao. Va passar 3.200 proves, cadascuna d'elles va durar uns 3 milions d'anys.
A la terra en aquest moment, una entitat poderosa i malvada tenia l'ambició de conquerir els immortals i els déus del cel i proclamar la sobirania sobre tot l'univers. Aquesta entitat malvada també es va retirar i meditar per ampliar el seu poder, encara que més tard que l'emperador de Jade. Va passar per 3.000 assaigs, cada assaig va durar uns 3 milions d'anys. Després del seu últim judici, es va sentir confiat que ningú podria vèncer-lo. Va tornar a entrar al món i va reclutar un exèrcit de dimonis amb el propòsit d'atacar el cel.
Els immortals, conscients de l'amenaça, es van reunir i es van preparar per a la guerra. Els déus no van poder aturar el poderós dimoni i els va derrotar a tots.
L'Emperador de Jade va acabar de conrear el seu Tao durant aquesta guerra. Quan estava canviant la terra per fer-la més habitable per als homes i repel·lint una varietat de monstres, va veure un resplendor maligne irradiar des del cel i va saber que alguna cosa anava malament. Va pujar i va veure que l'entitat malvada era massa poderosa per ser aturada pels déus. El va desafiar i van lluitar. Les muntanyes van tremolar i els rius i els mars van caure. A causa del seu conreu del Tao més profund i més savi, la seva benevolència en comptes de la seva força, l'Emperador de Jade va guanyar la batalla. Després de la derrota de l'entitat malvada, el seu exèrcit va ser dispersat pels déus i els immortals.
A causa dels seus actes nobles i benèvols, els déus, els immortals i els humans van proclamar l'Emperador de Jade el sobirà suprem de tots.

### Creació
El món va començar amb wuji (無極, el no-res) segons el mite de la creació xinès. L'Emperador de Jade era el cap del panteó, però no responsable de la creació.
En un altre mite de la creació, l'emperador de jade va crear els primers humans amb argila i els va deixar endurir al sol. La pluja va deformar algunes de les figures, fet que va donar lloc a malalties humanes i anormalitats físiques. (El mite de creació xinès alternatiu més comú afirma que els éssers humans van ser una vegada puces al cos de Pangu.)
En un altre mite, Nüwa fa a mà els homes amb el fang del riu Groc. Els que ella va fer es van convertir en les persones més riques de la terra. Després d'haver-se cansat, va submergir la seva bufanda al fang i la va girar. Les gotes que queien de la bufanda es van convertir en els humans més pobres.

### El pastor i la noia teixidora
En una altra història, popular a tot Àsia i amb moltes versions diferents, l'emperador de jade té una filla anomenada Zhinü (literalment: noia teixidora). Amb més freqüència es representa com la responsable de teixir núvols de colors al cel. En algunes versions, ella és la Deessa Teixidora, filla de l'Emperador Jade i la Reina Mare Celestial, que teixeix el riu de la Plata (conegut a Occident com la Via Làctia), que dona llum al cel i a la terra. En altres versions, és una modista que treballa per a l'Emperador de Jade.
Cada dia Zhinü baixava a la terra amb l'ajuda d'una túnica màgica per banyar-se. Un dia, un humil pastor anomenat Niu Lang (xinès: 牛郎 ) va veure Zhinü mentre es banyava en un rierol. Niu Lang es va enamorar instantàniament d'ella i va robar la seva túnica màgica que havia deixat a la riba del rierol, deixant-la sense capacitat de tornar al cel. Quan Zhinü va sortir de l'aigua, Niu Lang la va agafar i la va portar de tornada a casa seva.
Quan l'Emperador de Jade va sentir parlar d'aquest assumpte, va restar furiós però incapaç d'intercedir, ja que mentrestant la seva filla s'havia enamorat i casat amb el pastor. Amb el pas del temps, Zhinü va tenir nostàlgia de casa i va començar a trobar a faltar el seu pare. Un dia, es va trobar amb una caixa que contenia la seva túnica màgica que el seu marit havia amagat. Va decidir visitar el seu pare al cel, però un cop va tornar, l'Emperador de Jade va convocar un riu per travessar el cel (la Via Làctia), que Zhinü no va poder travessar per tornar amb el seu marit. L'emperador es va apiadar dels joves amants, i així una vegada a l'any, el setè dia del setè mes del calendari lunar, els permet reunir-se en un pont sobre el riu.
La història fa referència a les constel·lacions del cel nocturn. Zhinü és l'estrella Vega a la Constel·lació de la Lira a l'est de la Via Làctia, i Niu Lang és l'estrella Altair a la Constel·lació de l'Àguila a l'oest de la Via Làctia. Sota el primer quart de lluna (7è dia) del setè mes lunar (al voltant d'agost), les condicions d'il·luminació al cel fan que la Via Làctia sembli més tènue, d'aquí la història que els dos amants ja no estan separats en aquell dia en concret cadascun.
El setè dia del setè mes del calendari lunar és una festa a la Xina anomenada Qixi, que és un dia per als joves amants com el Dia de Sant Valentí a Occident. Al Japó, s'anomena Tanabata (dia de l'estrella). A Corea s'anomena Chilseok. Al Vietnam, es diu Thất Tịch i si aquest dia plou, es diu que és Zhinü plorant llàgrimes de felicitat per haver-se reunit amb el seu marit.

### El zodíac
Hi ha diverses històries sobre com van ser escollits els dotze animals del zodíac xinès. En un, l'Emperador de Jade, tot i que havia governat el Cel i la Terra amb justícia i saviesa durant molts anys, mai havia tingut temps per visitar la Terra personalment. Va sentir curiositat per saber com eren les criatures. Així, va demanar a tots els animals que el visitessin al cel. El Gat, sent el més guapo de tots els animals, va demanar al seu amic la Rata que el despertés el dia que havien d'anar al cel perquè no s'adormís. La Rata, però, estava preocupada perquè semblés lletja en comparació amb el Gat, així que no va despertar el gat. En conseqüència, el Gat es va perdre la reunió amb l'Emperador de Jade i va ser substituït pel Porc. L'emperador de Jade estava encantat amb els animals, i per això va decidir dividir els anys entre ells. Quan el gat es va assabentar del que havia passat, es va enfurir amb la rata, i per això, segons la història, és per això que els gats i les rates són enemics fins avui. El gat es pot veure com el tigre domesticat o el lleopard, el tercer dels animals del text clàssic del zodíac xinès.
El gat, però, té un lloc al zodíac vietnamita, en substitució del conill.

### Els Quatre Dracs
Una vegada una gran sequera s'havia estès per tota la terra. Quatre dracs del mar es van adonar de la difícil situació de la gent i van viatjar per suplicar a l'Emperador de Jade al Palau Celestial que portés les pluges a la gent. Estava molt ocupat governant el cel, la terra i el mar i va acceptar distretament enviar les pluges l'endemà si tornaven al mar, però poc després que els dracs se'n van anar, va oblidar la seva promesa.
Al cap de deu dies, les pluges encara no van arribar i la gent va començar a morir de fam. Els dracs no podien quedar-se sense fer res, i per això van decidir utilitzar els seus cossos per capturar grans masses d'aigua del mar, encarregant-se de portar la pluja. La gent estava agraïda i va pregar el seu agraïment a l'Emperador de Jade, que aviat va descobrir el que havien fet els dracs, i es va enfadar perquè intervinguessin sense la seva benedicció.
L'Emperador de Jade va ordenar al Déu de la Muntanya que atrapés els quatre dracs. No obstant això, de cada muntanya que atrapava un drac va sorgir un nou riu. Del Drac Groc va sorgir el riu Groc, del Drac Llarg el riu Iang-Tsé, del Drac Negre el riu Amur i del Drac Perla el riu Perla. Els rius posteriorment fluïen d'oest a est i de nord a sud, i els dracs van assegurar que el poble de la Xina mai més es quedaria sense aigua.

### El seu predecessor i successor
L'Emperador de Jade va ser originalment l'assistent del Mestre Diví de l'Origen Celestial, Yuanshi Tianzun. Es diu que Yuanshi Tianzun va ser el començament suprem, el creador il·limitat i etern del Cel i la Terra, que va triar a Yu-huang, o l'Emperador de Jade, com el seu successor personal.
L'Emperador de Jade finalment serà succeït pel Mestre Celestial de l'Alba de Jade de la Porta Daurada (金闕玉晨天尊). Els personatges de tots dos estan estampats a la part davantera dels braços del seu tron.
En dos textos populars d'escriptura automàtica produïts el 1925 i el 1972, Guan Yu es va convertir en el 18è emperador de Jade cap al 1840 dC; tanmateix, uns quants no han estat d'acord que Guan Yu hagi tingut èxit i, per tant, l'Emperador de Jade i Guan Yu sovint són adorats per separat. En l'ensenyament de Tienti, l'emperador jade regnant té 55 predecessors. Tanmateix, això és des del punt de vista de la religió popular xinesa, i molts taoistes ortodoxos no creuen que aquestes afirmacions siguin certes.

## Culte i festes

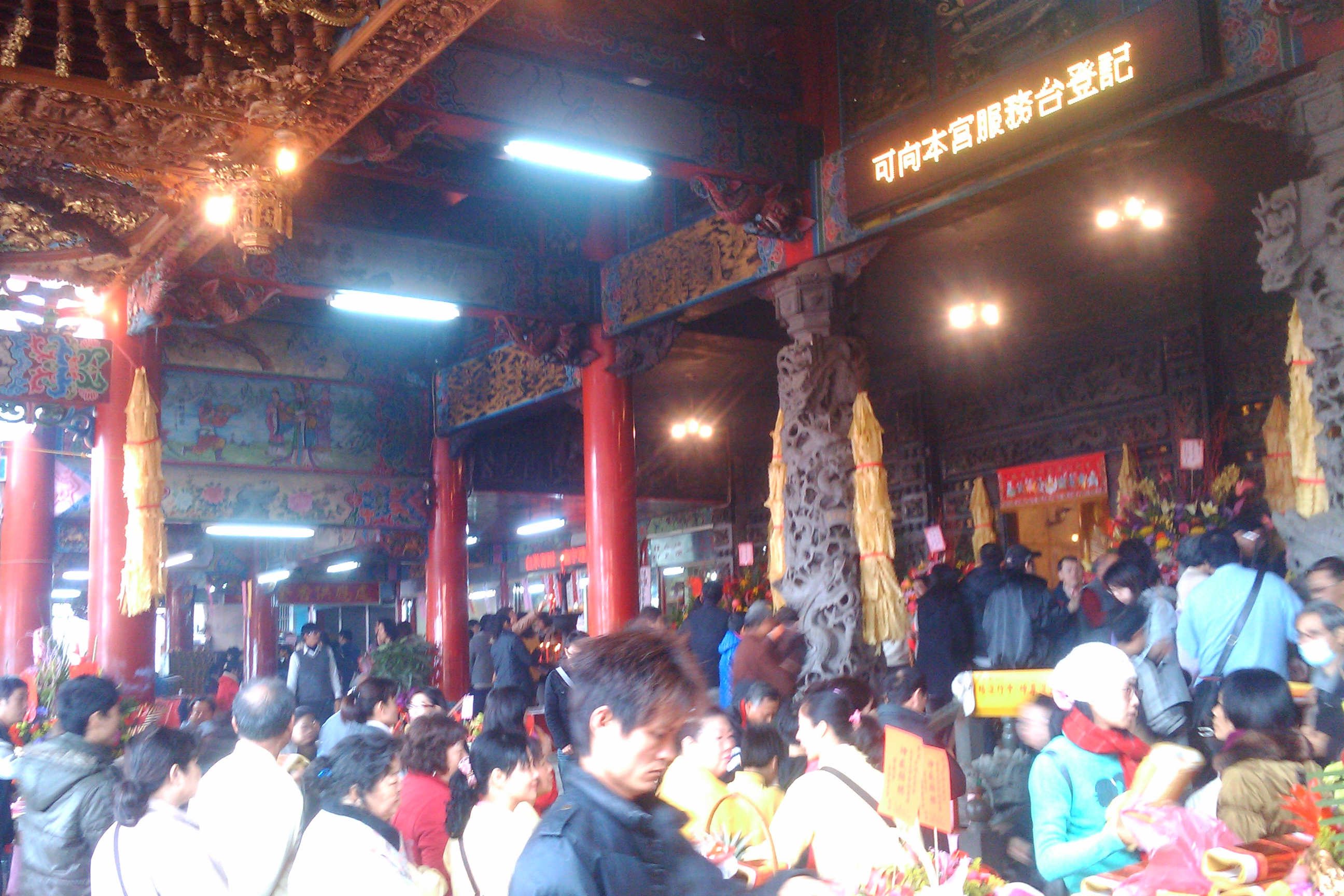
El ritual de l'emperador de jade al temple Yuzun a Sanxing, Yilan de Taiwan, el dia de l'aniversari de l'emperador.

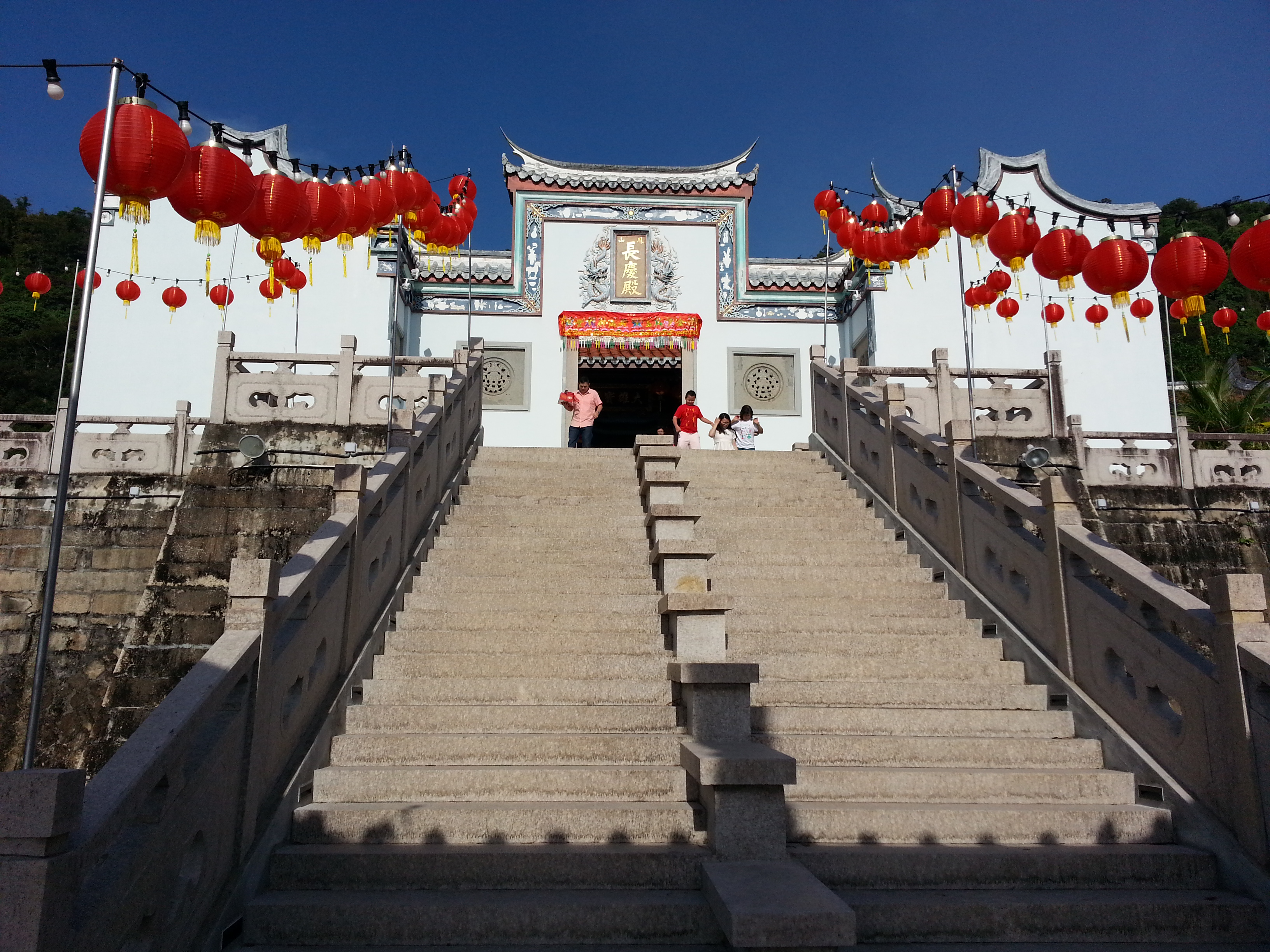
Thni Kong Tnua a Air Itam, Penang, Malàisia, va ser construït específicament en honor a l'emperador de Jade.

Elements del déu Shangdi i el seu culte es van incorporar a la teologia sobre l'emperador de Jade i sovint es pensava que els dos eren el mateix ésser.
L'aniversari de l'emperador de jade (天公誕) es diu que és el novè dia del primer mes lunar. Aquest dia, els temples taoistes celebren un ritual de l'emperador de jade (拜天公, mandarí: bài Tiāngōng; Hokkien: pài Thinn-kong, literalment "adoració del cel") en què els sacerdots i laics es postren, cremen encens i fan ofrenes de menjar.
Al matí d'aquest aniversari, xinesos, taiwanesos, així com hokkiens i peranakans, xinesos de Malàisia i xinesos de Singapur que practiquen el budisme, el taoisme i altres religions tradicionals xineses van instal·lar una taula d'altar amb 3 capes: una part superior (que conté ofertoris de sis verdures (六齋.六齋), fideus, fruites, pastissos, tangyuan, bols de verdures i bètel verd, tots decorats amb fanalets de paper) i dos nivells inferiors (que contenen els cinc sacrificis i vins) per honrar les deïtats de sota l'emperador de jade. Aleshores, la família s'agenolla tres vegades i s'inclina nou vegades per retre homenatge i desitjar-li una llarga vida.
A Penang, Malàisia, un punt central de les celebracions de l'aniversari de l'emperador de Jade és Thni Kong Tnua, que va guanyar fama mundial com una de les ubicacions destacades de The Amazing Race 16. El temple, construït el 1869, es troba als peus del turó de Penang, al suburbi d'Air Itam, prop de George Town, la capital de Penang. A part de Thni Kong Tnua, el Chew Jetty al cor de George Town és un altre punt central de les celebracions de l'aniversari de l'emperador de Jade; les festes en aquest lloc concret es van capturar per a una pel·lícula de Malàisia del 2014, The Journey.

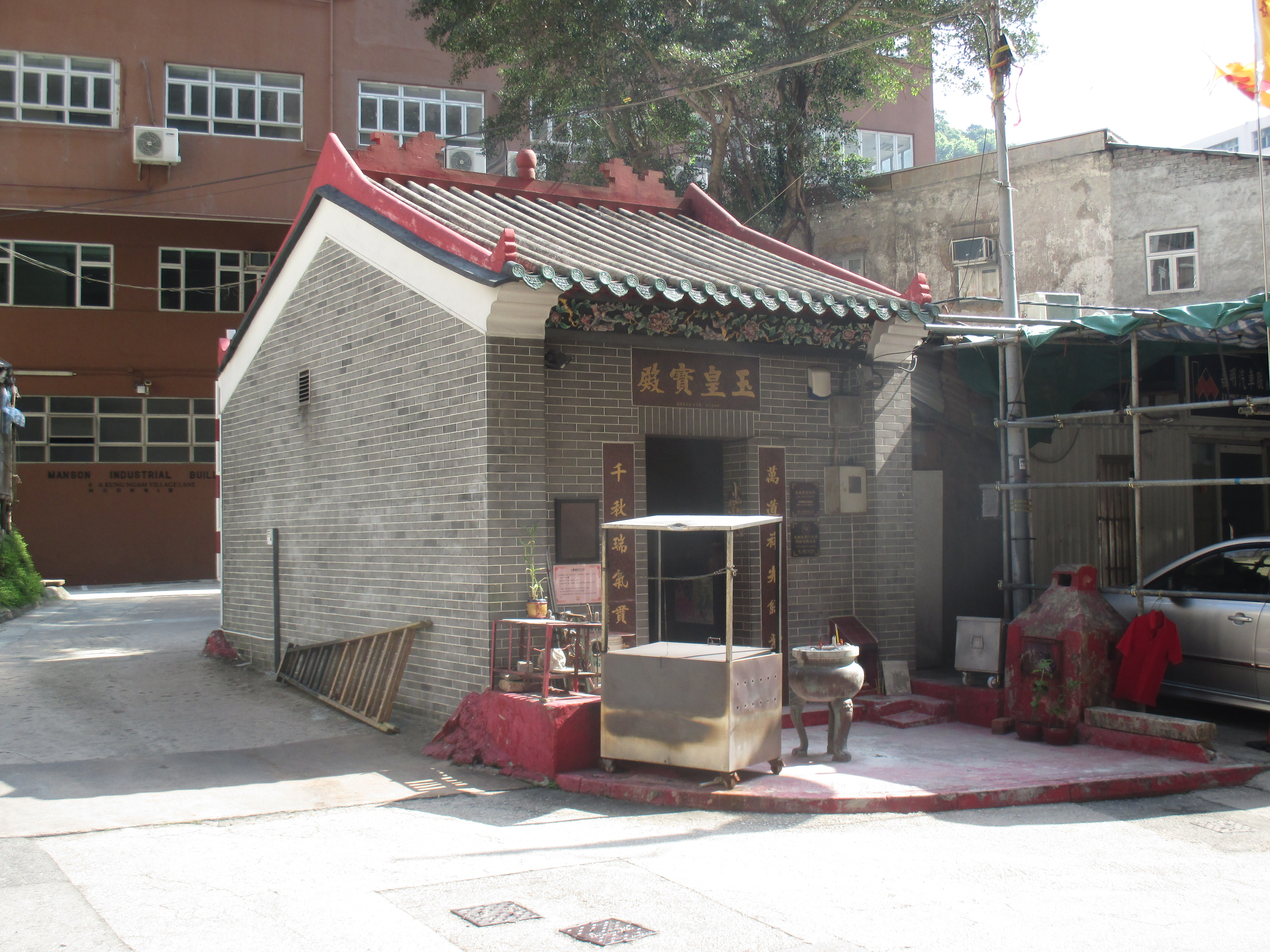
Yuk Wong Po Tin a A Kung Ngam, Hong Kong.

Yuk Wong Kung Tin (romanització cantonesa) (玉皇宮殿) també conegut com Yuk Wong Po Tin (玉皇寶殿) és un temple d’A Kung Ngam, Hong Kong, dedicat a l'emperador de jade. A mitjans del segle xix, la gent de Huizhou i Chaozhou va extreure pedres al turó per al desenvolupament de l'àrea urbana central. Van instal·lar un santuari per adorar Yuk Wong. A principis del segle xx, el santuari es va convertir en un petit temple i va ser renovat moltes vegades. L'última renovació va ser l'any 1992.
Els primers missioners catòlics a la Xina escrivien sovint sobre l'emperador de Jade. Es van adonar que «Les històries de Jesús i el Sobirà de Jade són, en certs aspectes, força semblants. En ambdós casos s'afirma que un déu es va encarnar com a ésser humà». D'altra banda, van denunciar el culte a l'emperador de jade com a supersticiós i van comparar desfavorablement les llegendes sobre l'emperador de jade amb el que afirmaven que era un sòlid registre històric que documentava l'existència i la vida de Jesús.
El 2005, aproximadament el 2% dels practicants populars xinesos creien en l'Emperador de Jade.

## Topònims
Des del segle ix va ser també el patró de la família imperial.
Un cràter de Rea, una lluna del planeta Saturn descobert per la sonda espacial Voyager 2, va ser batejat amb el nom de l'Emperador de Jade.
El taoisme va aparellar la Reina Mare de l'Oest amb August Emperador de Jade i, així seria identificada amb una de les deïtats més antigues de la fertilitat, la Deessa Reina Mare o Wangmu Niang-niang. El seu paper com deessa de la fertilitat ve remarcat amb la presidència del Festival dels Préssecs que se celebra el tercer dia del tercer mes de la lluna, amb orgies rituals estacionals per potenciar simultàniament la fertilitat de la terra i dels éssers humans.